# Национальный музей Австралии
Национа́льный музе́й Австра́лии — один из крупнейших музеев Австралии, основанный в 1980 году. В музее представлена экспозиция, посвящённая социальной истории Австралии, основным проблемам, людям и событиям, которые сформировали современную австралийскую нацию.

## Общие сведения

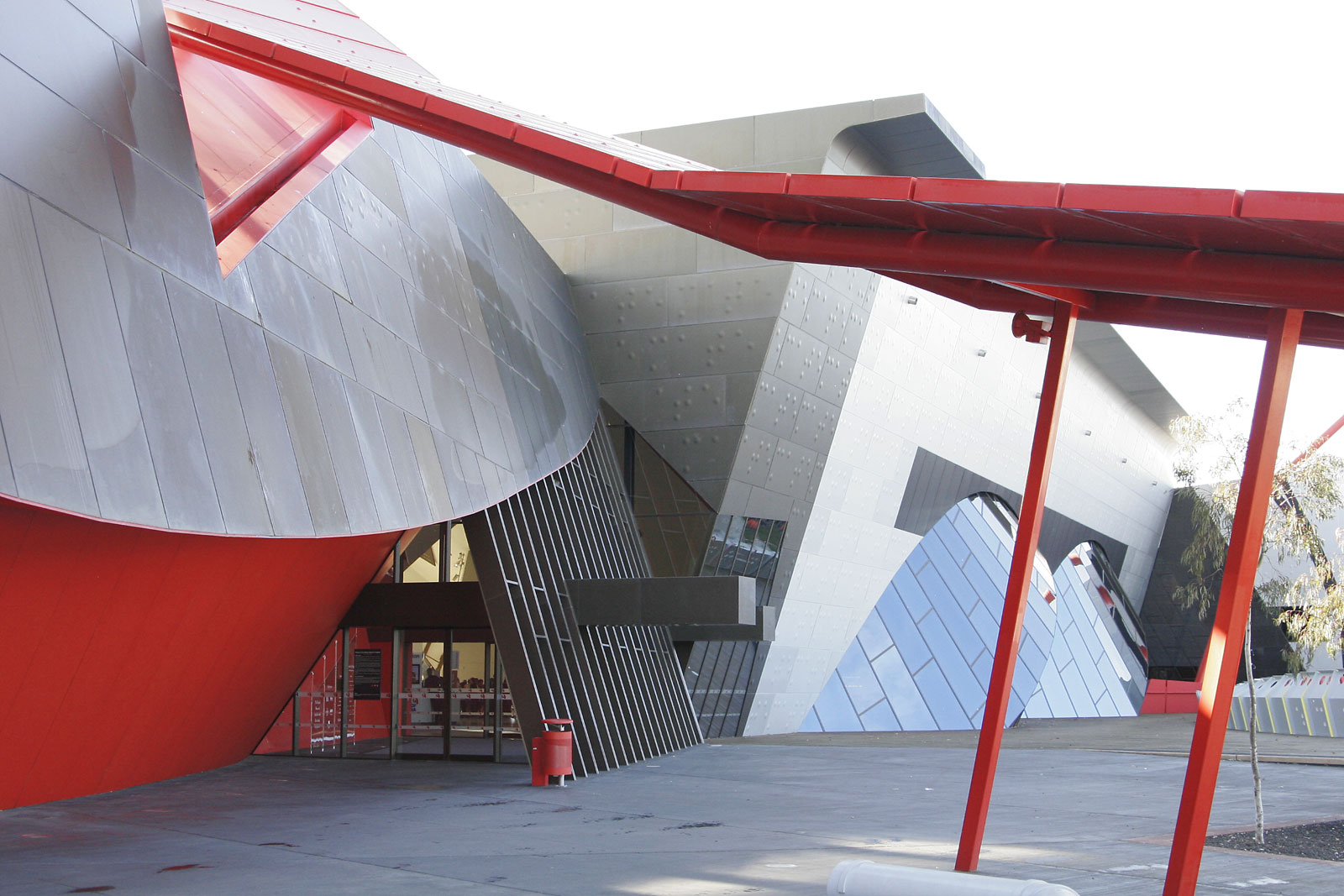
Вход в музей

Национальный музей Австралии расположен в канберрском районе Эктон, недалеко от Австралийского национального университета. В прошлом на месте музея располагалась Королевская канберрская больница, снесённая 13 июля 1997 года.
Музей посвящён социальной истории Австралии, а именно: истории и культуре австралийских аборигенов и аборигенов Торресова пролива, австралийской истории и обществу после 1788 года, вопросам взаимодействия людей с окружающей средой. Всего существует пять постоянных экспозиций: «Галерея первых австралийцев» (англ. Gallery of the First Australians), «Переплетённые судьбы» (англ. Tangled Destinies), «Перспективы: заселение Австралии» (англ. Horizons: the Peopling of Australia), «Государства: символы Австралии» (англ. Nation: Symbols of Australia) и «Вечность: истории из взволнованного сердца Австралии» (англ. Eternity: Stories From the Emotional Heart of Australia). Также проводятся дополнительные выставки.
В музее действует собственное издательство, а также музейный центр исторических исследований.

## История

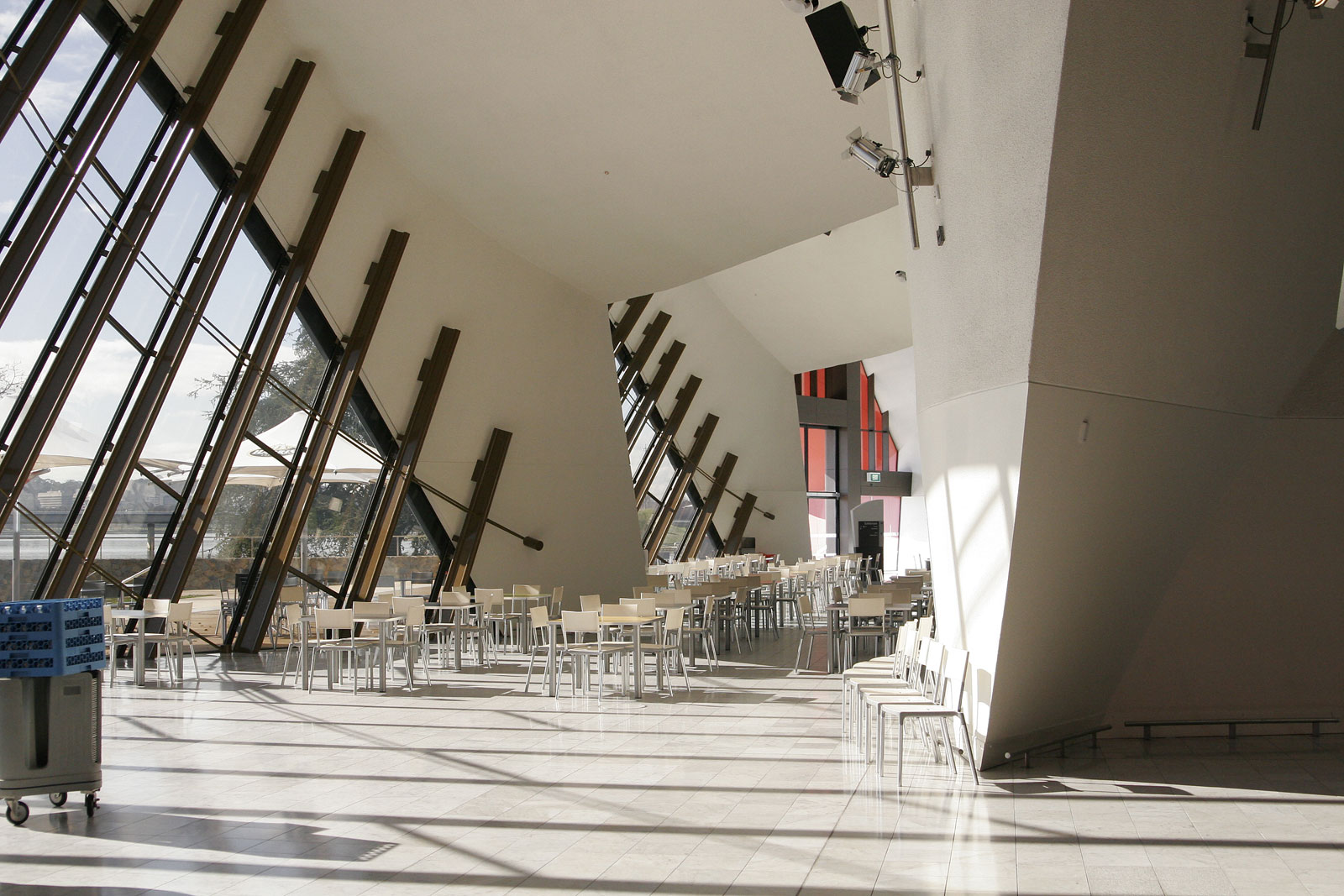
Интерьер музея

Здание Национального музея Австралии в Канберре было официально открыто 11 марта 2001 года по случаю празднования столетия со дня создания Австралийской федерации. Первые планы по созданию музея появились ещё в начале XX века, но из-за мировых войн, финансовых кризисов они не были реализованы. Официальным годом создания Национального музея Австралии является 1980 год, когда парламентом страны был принят специальный закон. Тогда же был начат сбор коллекции музея. В 1988 году правительством Австралии было принято решение об отсрочке строительства здания Национального музея. Только в 1996 году было объявлено о возобновлении проекта. В 1997 году был проведён международный конкурс на лучший дизайн будущего сооружения. Победил австралийский архитектор Ховард Рэггатт (англ. Howard Raggatt).
После открытия музей, на строительство которого было потрачено 155 млн австралийских долларов, получил неоднозначную оценку среди критиков. Например, в Германии архитектора Национального музея обвинили в плагиате, так как построенное здание похоже на Еврейский музей в Берлине.

## Архитектура

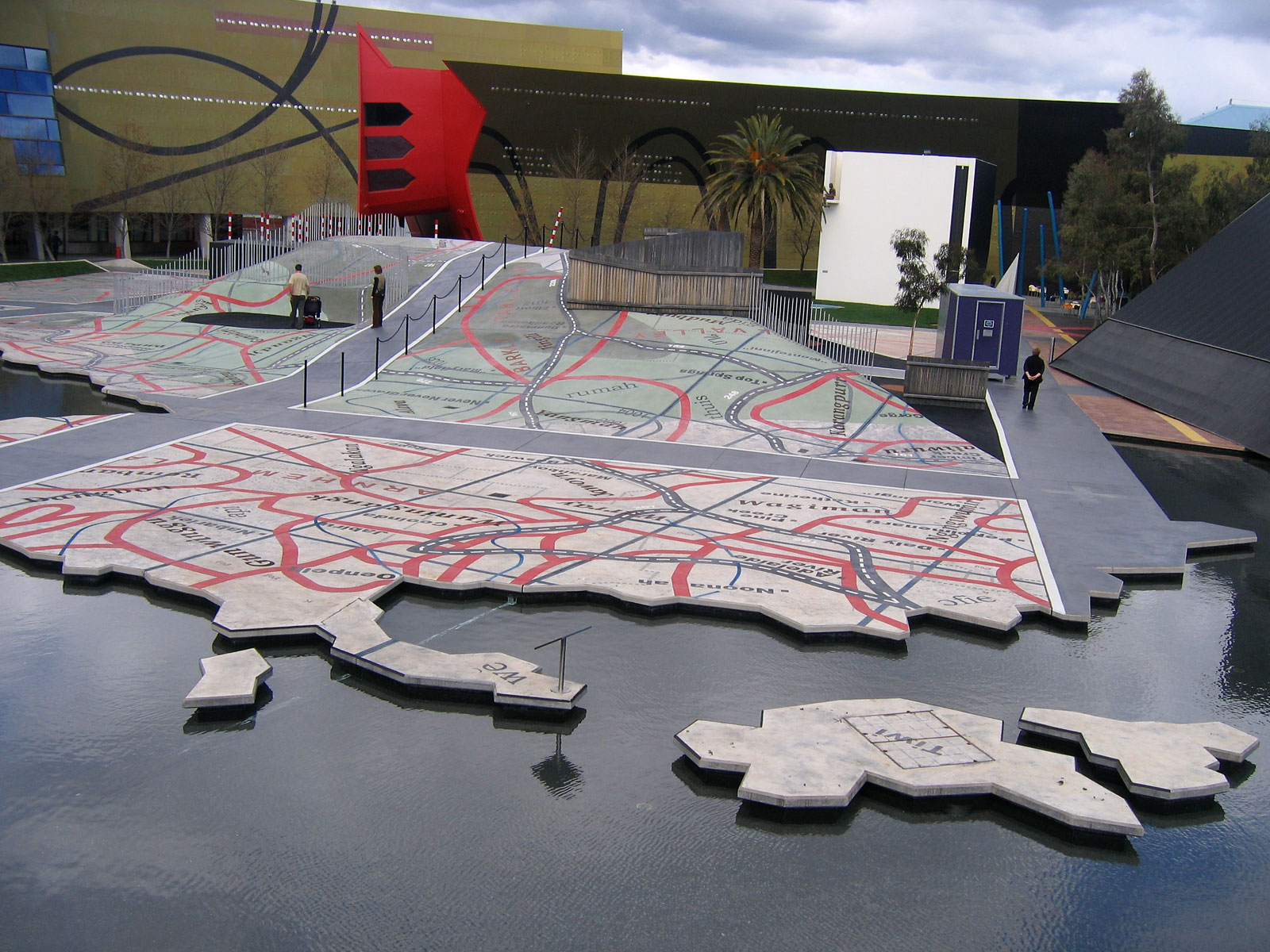
Сад австралийских мечтаний

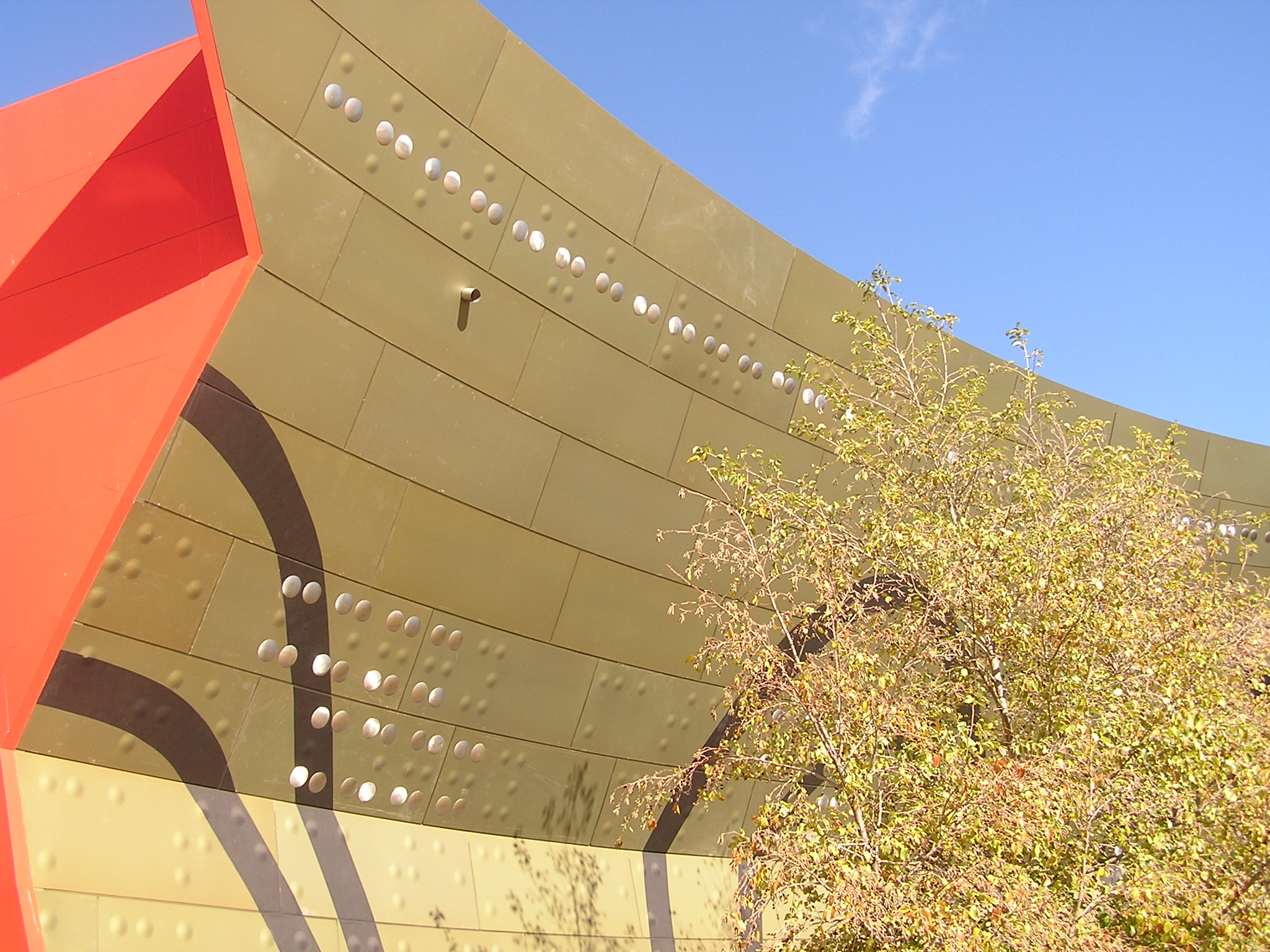
Тексты на здании Национального музея, написанные шрифтом Брайля

Здание Национального музея Австралии, площадь выставочных залов которого составляет 6600 м², построено в стиле постмодерна. Оно состоит из нескольких индивидуальных помещений, соединённых между собой как в пазле и образующих полукруг вокруг «Сада австралийских мечтаний» (англ. Garden of Australian Dreams). Внешняя сторона сооружения окрашена в яркую палитру оранжевого, малинового, бронзового, золотого, чёрного и серебряного цветов, что отличает музей от остальных зданий в Канберре, где дома построены из кирпича кремового цвета. Здание также покрыто панелями из анодированного алюминия. На многих из них содержатся английские слова, написанные шрифтом Брайля, например, «друг», «извините», «извините нас за наш геноцид» (фраза обращена к австралийским аборигенам), «Бог знает», «время покажет», «любовь слепа».
Вход в музей осуществляется через большой холл с искривлёнными стенами, окнами и потолками. По замыслу архитекторов, он похож изнутри на огромный узел, символизирующий прочную связь между австралийцами. Перед входом в Национальный музей начинается линия Улуру (англ. Uluru line), ярко-оранжевая скульптура в форме петли, развёртывающаяся вдоль полуострова Эктон. В центральной части музея находится «Сад австралийских мечтаний», представляющий собой огромную скульптурную композицию в виде карты на воде, с небольшим травяным покровом и несколькими деревьями, на которой изображена центральная часть Австралии с дорожными пометками, схемой ограждения от динго, названиями племён австралийских аборигенов, а также границами распространения коренных языков.

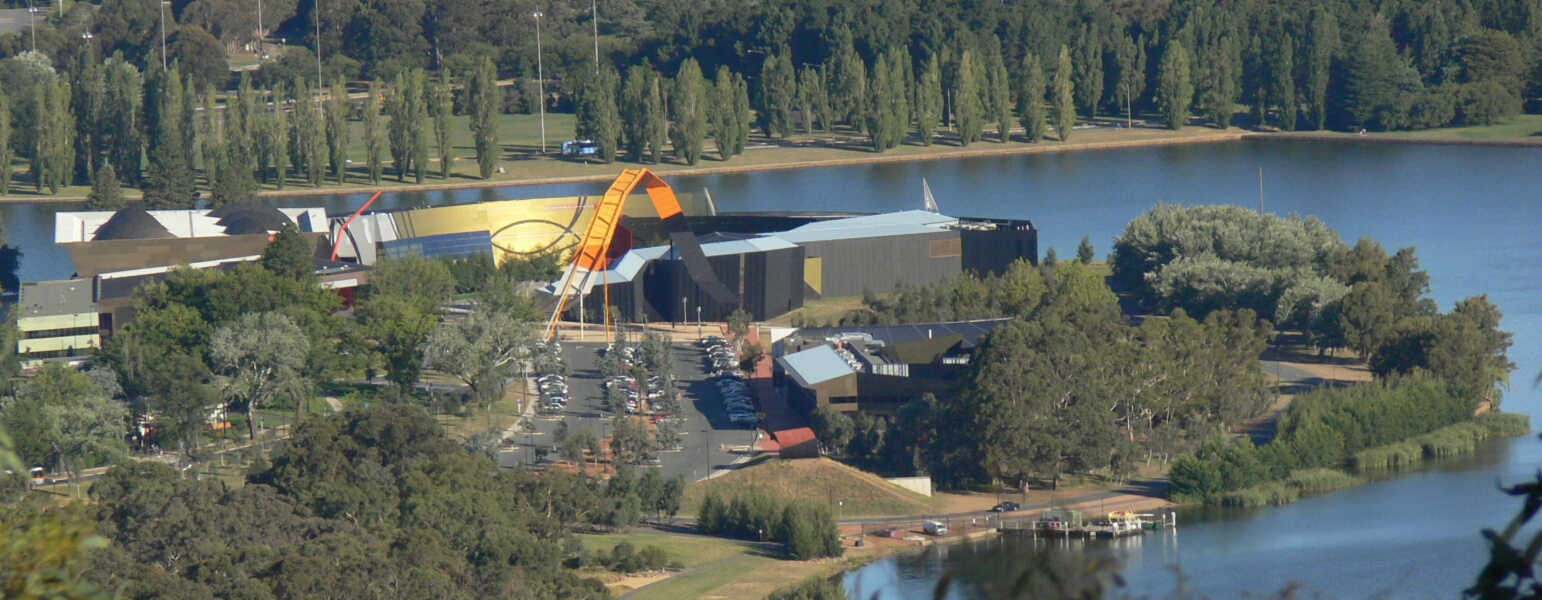
Вид на Национальный музей Австралии и искусственное озеро Берли-Гриффин с горы Блэк-Маунтин